# Comtat de Reus

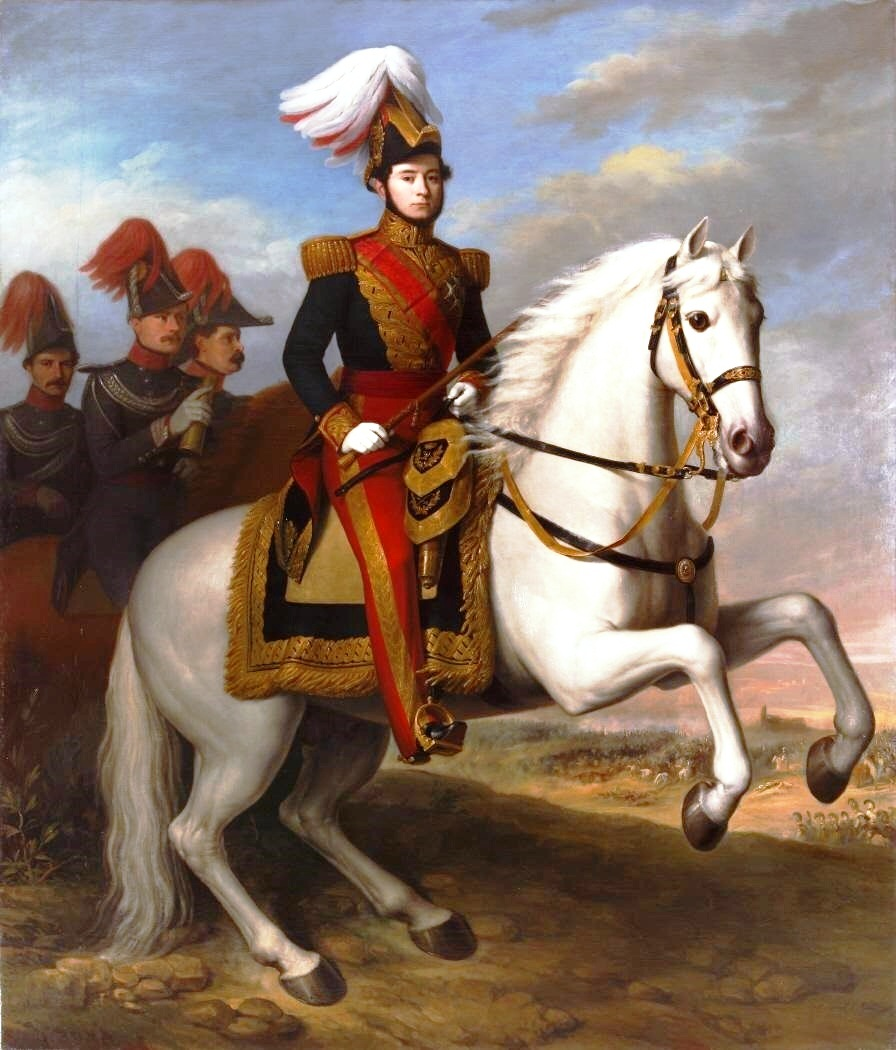
Joan Prim i Prats, Capità General dels Exèrcits, I marquès de Los Castillejos, I comte de Reus, I vescomte de Bruch, pare de Juan Prim i Agüero, I duc de los Castillejos.

El comtat de Reus és un títol nobiliari espanyol creat el 13 de desembre de 1855 per la reina Isabel II a favor de Joan Prim i Prats, el mateix dia en què li va concedir el Vescomtat del Bruc. Més tard, en 1864, el va nomenar I marquès de Los Castillejos.
El rei Amadeu I li va atorgar "a títol pòstum" el ducat de Prim perquè l'ostentés la seva vídua Francisca Agüero i González, i es transmetés a través de la seva filla Isabel Prim i Agüero que va ser II duquessa de Prim.
El mateix rei Amadeu I va elevar a ducat de Los Castillejos el títol de marquesat de Los Castillejos, en la persona del seu fill Joan Prim i Agüero, II i últim marquès de los Castillejos, I duc de los Castillejos, II comte de Reus, II vescomte de Bruch.

## Comtes de Reus
|                       | Titular                         | Període               |
| Creació per Isabel II | Creació per Isabel II           | Creació per Isabel II |
| --------------------- | ------------------------------- | --------------------- |
| I                     | Joan Prim i Prats               | 1855-1870             |
| II                    | Juan Prim y Agüero              | 1870-1930             |
| III                   | Antonio Muntadas i Salvadó Prim | 1953-                 |
| IV                    | Jaime Muntadas-Prim i Burguete  | 1988-actual titular   |

## Història del títol
El 1843 Prim i Llorenç Milans del Bosch es van pronunciar a Reus contra Espartero. Aquest va ser derrocat i Narváez va pujar al poder. Prim va ser nomenat brigadier per Francisco Serrano, que a Barcelona havia assumit la cartera de Guerra. Una rebel·lió de Barcelona contra els conservadors va fer que es decidís nomenar Prim governador militar i comandant-general de la província de Barcelona. Va combatre amb energia als revolucionaris (la Jamància) que dominaven part de la ciutat i algunes zones pròximes, fins a derrotar-los i deixar la ciutat pacificada. Per aquestes accions va rebre de Serrano el faixí de general. Després va pacificar altres zones agitades a Catalunya, motiu pel qual va rebre els títols de comte de Reus i vescomte del Bruch amb dret hereditari.

## Història dels comtes de Reus
Joan Prim i Prats (1814-1870), I comte de Reus, I marquès de Los Castillejos, I vescomte de Bruc.
1. Va casar amb Francisca Agüero i González, I duquessa de Prim, II comtessa d'Agüero. Li va succeir el seu fill:

Joan Prim i Agüero, II comte de Reus, II i últim marquès de Los Castillejos (per elevació a Ducat), I duc dels Castillejos, II vescomte de Bruc. Sense descendents. Els drets successoris es van transmetre a través de la seva germana Isabel Prim i Agüero, a la neboda d'aquesta, María de la Concepción Salvadó Prim i Golferich, casada amb Carlos Muntadas i Muntadas, en els fills de la qual van recaure tots els títols familiars. La va succeir:
Antonio Muntadas i Salvadó Prim, III comte de Reus.
1. Va casar amb María Josefa Fábregas i Bas.

Va tenir per fill a:
-Juan Carlos Muntadas-Prim (m. en 1989), el fill del qual va heretar el títol:
Jaime Muntadas-Prim i Burguete, IV comte de Reus